# Így jártam a mostohámmal
Az Így jártam a mostohámmal (eredeti cím: Lolo) 2015-ben bemutatott francia film, amelyet Julie Delpy rendezett.
A forgatókönyvet Julie Delpy és Eugénie Grandval írta. A producere Michaël Gentile. A főszerepekben Dany Boon, Julie Delpy, Vincent Lacoste, Karin Viard és Elise Larnicol láthatók. A film zeneszerzője Mathieu Lamboley. A film gyártója a The Film, a France 2 Cinéma, a Mars Films, a Tempête sous un crâne és a Wild Bunch, forgalmazója a Mars Distribution. Műfaja filmvígjáték. 
Franciaországban 2015. október 28-án, Magyarországon 2016. január 21-én mutatták be a mozikban.

## Szereplők
| Szereplő         | Színész               | Magyar hang            |
| ---------------- | --------------------- | ---------------------- |
| Jean-René Graves | Dany Boon             | Scherer Péter          |
| Violette         | Julie Delpy           | Kökényessy Ági         |
| Eloi 'Lolo'      | Vincent Lacoste       | Baráth István          |
| Ariane           | Karin Viard           | Pokorny Lia            |
| Élisabeth        | Elise Larnicol        | Madarász Éva           |
| Lulu             | Antoine Lounguine     | Berkes Bence           |
| Gérard           | Christophe Vandevelde | Jakab Csaba            |
| Patrick          | Christophe Canard     | Elek Ferenc            |
| Paco             | Rudy Milstein         | Gacsal Ádám            |
| Karl Lagerfeld   | Karl Lagerfeld        | Csuha Lajos            |
| Dutertre         | Didier Duverger       | Karsai István          |
| Annabelle        | Juliette Lamet        | Pekár Adrienn          |
| Katell           | Katell Le Bourhis     | Réti Szilvia           |
| Dr. Guillaume    | Bertrand Burgalat     | Bodrogi Attila         |
| Lolo gyerekként  | TBA                   | Ács Balázs             |
| Sylvia           | TBA                   | Dóka Andrea            |
| Ramsy            | TBA                   | Dolmány Attila         |
| Beig             | TBA                   | Horváth-Töreki Gergely |
| Jerome           | TBA                   | Rosta Sándor           |
| Salis            | TBA                   | Sarádi Zsolt           |